# Mistrzostwa Świata w Hokeju na Lodzie Kobiet 2017
19. Mistrzostwa Świata w Hokeju na Lodzie 2017 organizowane przez IIHF odbędą się w Stanach Zjednoczonych. Miastem goszczącym najlepsze żeńskie reprezentacje świata będzie Plymouth. Turniej elity rozegrany zostanie w dniach 31 marca – 7 kwietnia 2017 roku. Zawody będą jednocześnie kwalifikacją do następnego turnieju, który z uwagi na ZIO 2018 odbędzie się w 2019 roku.

## Elita
| Msc. | Reprezentacja     |
| ---- | ----------------- |
|      | Stany Zjednoczone |
|      | Kanada            |
|      | Finlandia         |
| 4    | Niemcy            |
| 5    | Rosja             |
| 6    | Szwecja           |
| 7    | Szwajcaria        |
| 8    | Czechy            |

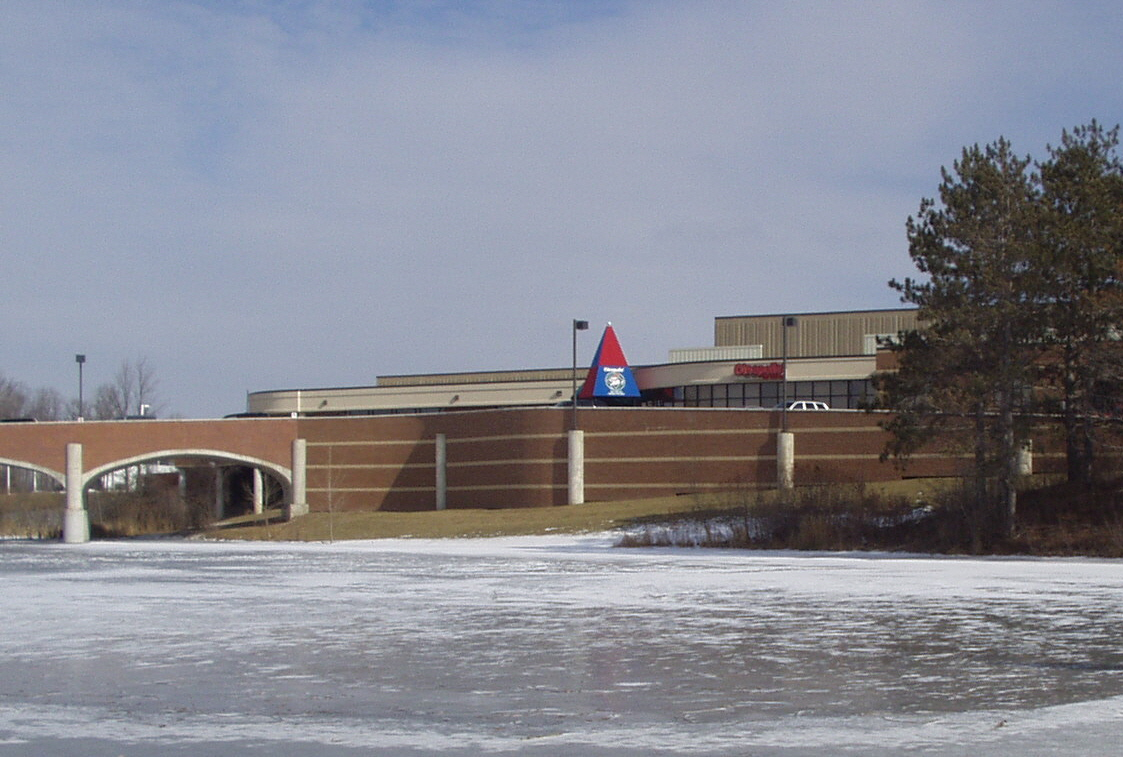
Compuware Arena

W tej części mistrzostw uczestniczyło 8 najlepszych reprezentacji na świecie. System rozgrywania meczów był inny niż w niższych dywizjach. Najpierw wszystkie drużyny uczestniczyły w fazie grupowej, podzielone na dwie 4-zespołowe grupy. Dwa czołowe drużyny z każdej grupy automatycznie zakwalifikowały się do fazy pucharowej ukierunkowanej na wyłonienie mistrza świata. Ostatnie zespoły z obu grup zagrały mecz o utrzymanie. Przegrany spadł do Dywizji I Grupy A. Mecze zostały rozegrane w dniach od 31 marca do 7 kwietnia 2017 roku w Plymouth.

## Pierwsza dywizja
Grupa A
| Lp. | Drużyna  |
| --- | -------- |
| 1   | Japonia  |
| 2   | Austria  |
| 3   | Norwegia |
| 4   | Dania    |
| 5   | Węgry    |
| 6   | Francja  |

Grupa B
| Lp. | Drużyna    |
| --- | ---------- |
| 1   | Słowacja   |
| 2   | Kazachstan |
| 3   | Łotwa      |
| 4   | Chiny      |
| 5   | Włochy     |
| 6   | Polska     |

Grupa A Dywizji I jest drugą klasą mistrzowską, z której pierwsza drużyna uzyska awans do Elity, a ostatni zespół jest degradowany do Grupy B Dywizji I. Grupa B Dywizji I stanowi trzecią klasę mistrzowską. Jej zwycięzca awansuje do Dywizji I Grupy A, zaś ostatnia drużyny spada do Dywizji II Grupy A.
Turnieje I Dywizji zostaną rozegrane:

Grupa A – od 15 do 21 kwietnia 2017 roku w Grazu, Austria

Grupa B – od 8 do 14 kwietnia 2017 roku w Katowicach, Polska.

## Druga dywizja
Grupa A
| Lp. | Drużyna          |
| --- | ---------------- |
| 1   | Korea Południowa |
| 2   | Holandia         |
| 3   | Wielka Brytania  |
| 4   | Korea Północna   |
| 5   | Słowenia         |
| 6   | Australia        |

Grupa B
| Lp. | Drużyna       |
| --- | ------------- |
| 1   | Meksyk        |
| 2   | Hiszpania     |
| 3   | Nowa Zelandia |
| 4   | Islandia      |
| 5   | Turcja        |
| 6   | Rumunia       |

Kwalifikacje do Grupy B
| Lp. | Drużyna           |
| --- | ----------------- |
| 1   | Chińskie Tajpej   |
| 2   | Belgia            |
| 3   | Południowa Afryka |
| 4   | Bułgaria          |
| 5   | Hongkong          |

Grupa A Dywizji II jest czwartą klasą mistrzowską, z której pierwsza drużyna uzyskują awans do Dywizji I Grupy B, a ostatni zespół jest degradowany do Grupy B Dywizji II. Grupa B Dywizji II stanowi piątą klasę mistrzowską. Jej zwycięzca awansuje do Dywizji II Grupy A, zaś ostatnia drużyny spada do Kwalifikacji o II dywizję. Zwycięzca kwalifikacji zastąpi najsłabszą drużynę grupy B.
Drużyna Chińskiego Tajpej zadebiutowała na mistrzostwach świata, zaś po roku przerwy do rywalizacji wróciła Belgia.
Turnieje II Dywizji zostaną rozegrane:

Grupa A – od 2 do 8 kwietnia 2017 roku w Gangneung, Korea Południowa

Grupa B – od 27 lutego do 5 marca 2017 roku w Akureyri, Islandia

Kwalifikacje do II dywizji grupy B – 12-17 grudnia 2016 roku w Tajpej, Chińskie Tajpej.